# Santo Antônio da Barra
Santo Antônio da Barra este un oraș în Goiás (GO), Brazilia.